# Bruno Osuch
Bruno Osuch (* 26. November 1952 in Radmühl, Hessen) ist ein deutscher Lehrer und früherer Präsident des Humanistischen Verbandes Berlin-Brandenburg.

## Leben
Bruno Osuch machte in Gießen Abitur und absolvierte danach seinen Wehrdienst in einem Jägerbataillon in Kassel. Von 1973 bis 1978 studierte er die Fächer Mathematik und Gesellschaftslehre (Geschichte, Politik, Geographie) für das Lehramt an der Universität Kassel. Anschließend absolvierte er in Kassel sein Referendariat. Nach 1980 war er an verschiedenen Gesamtschulen in Berlin tätig, u. a. als Fachbereichsleiter für Gesellschaftskunde und Mathematik.
Seit 1984 war er für den Aufbau des Faches Humanistische Lebenskunde in verschiedenen Funktionen tätig, darunter als Seminarleiter, Mitglied des wissenschaftlichen Beirates und parlamentarischer Verbindungsmann zum Abgeordnetenhaus von Berlin. Mit Gerald Betz und Werner Schultz verfasste er 1993 den ersten Rahmenplan für den Lebenskundeunterricht in Berlin.
2000 promovierte er mit einer Arbeit über die Bedeutung von Erich Fromm für den Werteunterricht am Beispiel der Lebenskunde an der Technischen Universität Berlin zum Dr. phil., die Dissertation wurde mit summa cum laude benotet. Seitdem war er auch Lehr- und Prüfungsbeauftragter für dieses Fach an der TU Berlin, später am Ausbildungsinstitut für Humanistische Lebenskunde beim HVD Berlin-Brandenburg.
Von 2001 bis 2016 war er am Auf- und Ausbau der staatlichen internationalen Nelson Mandela Schule beteiligt, unter anderem als stellvertretender Schulleiter, Fachbereichsleiter und Mitglied der Schulkonferenz. 2007 wurde er zum Sekundarschulrektor ernannt. Von 2016 bis Anfang 2019 war er im Rahmen des Deutschen Auslandsschuldienstes als Lehrer und Koordinator für den Aufbau des Ethik-Unterrichtes an der Deutsche Schule Santiago de Chile tätig. Seit der Rückkehr aus Chile ist er Lehrbeauftragter an der Nelson-Mandela-Schule im Fach Geografie.
Seit Mai 2019 ist er Bevollmächtigter beim Vorstand des HVD auf Landes- und Bundesebene für die Kontakte zu Regierungen, Parlamenten, Parteien und Verbänden.
Er ist Vater einer Tochter und eines Sohnes und lebt in zweiter Ehe in Stahnsdorf bei Berlin.

## Politik
Bruno Osuch war Ende der 1960er Jahre zunächst in der Jugendzentrumsbewegung und gegen die NPD engagiert und trat über die Bekanntschaft mit zwei Überlebenden des KZ Buchenwald als Abiturient Anfang der 1970er Jahre in die DKP ein. Später war er kurz in der SEW organisiert. Seit 1990 ist er Mitglied der SPD, ferner Mitglied der GGG – Gemeinnützige Gesellschaft Gesamtschule sowie der Internationalen Erich-Fromm-Gesellschaft.
Im September 2020 rief er zusammen mit dem Bundestagsabgeordneten Swen Schulz und dem langjährigen Staatssekretär im Berliner Schulsenat, Mark Rackles, (beide ebenfalls SPD) dazu auf, in Berlin eine humanistische Hochschule nach dem Vorbild der kirchlichen Hochschulen zu gründen.
Des Weiteren gehörte er in den Jahren 2021/2022 u. a. zusammen mit dem Generalsekretär der SPD, Kevin Kühnert, und der Vizepräsidentin des Europäischen Parlaments, Katarina Barley (SPD), der Vorbereitungsgruppe für einen Bundes-Arbeitskreis Säkularität und Humanismus in der SPD an. Schon seit Gründung des entsprechenden Arbeitskreises in der Berliner SPD im Jahr 2019 ist Osuch einer seiner Sprecher. Seit 2024 gehört er dem Bundesvorstand dieses SPD-AK an.
Seit 2024 vertritt er zugleich den HVD im European Policy Forum der Humanists International (HI).

## Mitgliedschaften und Ehrenämter
- Mitglied in der Internationalen Erich-Fromm-Gesellschaft
- Gründungsmitglied des Wissenschaftlichen Beirates Lebenskunde in Berlin
- 2006–2015 Vorsitzender des Stiftungsrates der Humanismus Stiftung Berlin
- Gewerkschaft Erziehung und Wissenschaft
- Schutzgemeinschaft Deutscher Wald
- 1999–2011 Landesvorsitzender des Humanistischen Verbandes Berlin-Brandenburg
- seit 2011 Bundesverbandspräsidium des HVD
- 2012–2015 Schulkonferenz der Humanistischen Fachschule für Sozialarbeit des HVD Berlin-Brandenburg
- 2014–2015 Präsident des Humanistischen Verbandes Berlin-Brandenburg
- 2020 Mitglied im Gründungsausschuss der Humanistischen Hochschule Berlin.
- seit 2021 Mitglied in der Redaktion des „Bertha von Suttner-Studienwerkes“ für hochbegabte humanistische Studierende.
- seit 2020 Stellvertretender Vorsitzender des Humanistischen Regionalverbandes Potsdam/Potsdam-Mittelmark.
- seit 2020 gehört er zusammen mit den Vertretern der beiden christlichen Kirchen, des Jüdischen Forums und des DGB dem Steuerungskreis des „Bündnisses für ein weltoffenes und tolerantes Berlin“ an.[8]
- August Bebel Institut
- Humanistische Akademie Berlin-Brandenburg

## Auszeichnungen
- 2000: Erich-Fromm-Preis

## Nebenberufliche publizistische Tätigkeiten
Osuch veröffentlichte zahlreiche Artikel und Kommentare im Berliner Tagesspiegel zur Werteerziehung und dem Verhältnis von Kirche und Staat.

## Schriften (Auswahl)
- Neubeginn im Rüstungszentrum Kassel. In: Schneider, Ulrich u. a. (Hrsg.): Als der Krieg zu Ende war. Hessen 1945. Frankfurt/Main 1980, S. 56–65.
- Die Bearbeitung moralischer Dilemmata als didaktischer Kerngedanke. Aus dem Rahmenplan für den Lebenskundeunterricht, in: Ethik & Unterricht[18] 6 (1995) 1, 12–15.
- Die Kraft „geheimer“ Weltanschauungen. Zur aktuellen Bedeutung des kritisch-freudomarxistischen Ansatzes von Erich Fromm. In: humanismus heute. Zeitschrift für Kultur und Weltanschauung. Berlin. H. 1/September 1997, S. 22–29.
- Humanistische Lebenskunde – eine weltanschauliche Alternative zum Religions- und Ethikunterricht in der Berliner Schule. In: Schulz-Hageleit, Peter (Hrsg.): Lernen unter veränderten Lebensbedingungen. Frankfurt/Main 1999, S. 251–276.
- Haben und Sein. Zur Bedeutung von Erich Fromms Sozialpsychologie für die Humanistische Lebenskunde. In: humanismus aktuell, Zeitschrift für Kultur und Weltanschauung. Berlin, Sonderheft 2/1999, S. 125–134.
- Zur Bedeutung von Erich Fromm für das Schulfach Humanistische Lebenskunde. Ein Beitrag zur Didaktik der Wertebildung. Dissertation (an der TU Berlin, Bibl. Nr. D 83, erhältlich auch als Mikrofiche). DNB 960089195
- „Mein Wunschland“ – Analyse einer Unterrichtssequenz. Körper, Sprache und Phantasie in ihrem Verhältnis zum Unbewussten – ein didaktischer Ansatz aus der Sicht von Erich Fromm. In: Adloff, Peter / Alavi, Bettina (Hrsg.): Genau wie Schule, nur ganz anders. Didaktische Beiträge zur Humanistischen Lebenskunde. Berlin 2001, S. 165–178.
- Lebenskunde – Die Geschichte eines Schulfaches im Spiegel seiner Lehrpläne. In: humanismus aktuell, Zeitschrift für Kultur und Weltanschauung. Berlin, H. 8/2001, S. 71–78.
- Humanismus – Lebenskunde – Erich Fromm. Traditionen und Perspektiven eines kaum bekannten Schulfaches. In: Claßen, Johannes (Hrsg.): Erich Fromm – Erziehung zwischen Haben und Sein. Eitorf 2002, S. 255–306.
- Humanistische Lebenskunde – Traditionen und Perspektiven einer besonderen Alternative zum Religionsunterricht in Berlin und Deutschland. Eine politisch-historische, verfassungsrechtliche und pädagogische Studie. In: Hardach, Karl (Hrsg.): Internationale Studien zur Geschichte von Wirtschaft und Gesellschaft. Frankfurt, 2012. Band 2, S. 785–817.
- 30 Jahre Wiedereinführung Lebenskunde: Traditionen und Perspektiven eines besonderen Schulfaches. In: blz, Zeitschrift der GEW Berlin, Heft 5/2014.
- Die langen Schatten Pinochets. Chile noch immer im Umbruch. In: diesseits.de, Das humanistische Magazin. 12. Juni 2017.
- Die Welt mit anderen Augen sehen. Ein Bericht, der jenen Mut macht, die den großen Schritt Auslandsdienst auch wagen möchten, zusammen mit Constance Velazquez. In: bbz, Zeitschrift der GEW Berlin, Heft 11/2018.
- Identität durch erlebte Diskriminierung und Solidarität. Das Beispiel der Lebenskunde in Berlin. In: Schöppner, Ralf (Hrsg.): Humanistische Identität heute. Universalismus und Identitätspolitik. Aschaffenburg 2019, S. 97–114.
- Am Anfang war die Lebenskunde. In: bbz, Zeitschrift der GEW Berlin, Heft 7–8/2021, S. 30–31.
- Bundesweit erster Arbeitskreis „Säkulare und Humanistische Sozialdemokrat*innen“ in Berlin gegründet. In: hpd – Humanistischer Pressedienst, Bericht vom 15. September 2021, abgerufen am 17. Juni 2024.
- Gedenkveranstaltung zum Überfall der SA auf die Freidenker Zentrale - Grünen-Fraktionsvorsitzender für HVD-Sitz im Rundfunkrat. In: humanistisch.de, Beitrag vom 20. März 2023, abgerufen am 17. Juni 2024.
- Breiter Konsens und große Aufgaben: Neuer Vorstand für den Arbeitskreis Säkulare und Humanistische Sozialdemokrat*innen in Berlin in: Humanistischer Pressedienst, Bericht vom 23. September 2022, abgerufen am 17. Juni 2024.
- Humanismus im Koalitionsvertrag SPD-CDU 2023-2026, in: humanistisch.de, Beitrag vom 24. April 2023, abgerufen am 17. Juni 2024.
- Bundestagung in Bonn zieht positive Bilanz. SPD-Arbeitskreis Säkularität und Humanismus wählt neuen Vorstand, in: Humanistischer Pressedienst, Bericht vom 26. September 2024, abgerufen am 11. Februar 2025.
- 40 Jahre Humanistische Lebenskunde, in: Berliner Bildungszeitschrift bbz der GEW-Berlin vom 1. November 2024, abgerufen am 11. Februar 2025.
- 40 Jahre Humanistische Lebenskunde: Ein Erfolgsmodell für ganz Deutschland?, in: Humanistischer Pressedienst, Bericht vom 25. November 2024, abgerufen am 11. Februar 2025.
- Gedenkveranstaltung zum 175. Geburtstag. SPD und Humanistischer Verband gedenken dem sozialistischen und humanistischen Visionär Eduard Bernstein, in: diesseits – Das humanistische Magazin, 7. Januar 2025, abgerufen am 11. Februar 2025.
- Die Humanistische Wende. Vom Deutschen Freidenker-Verband zum Humanistischen Verband Deutschlands. Die Entwicklung des HVD seit seiner Gründung 1993, in: Manfred Isemeyer (Hrsg.), Wofür es sich zu streiten lohnt: HUMANISMUS. 120 Jahre Engagement für Aufklärung, Menschenrechte und Humanität, Neu-Ulm 2025, S. 247–267.
- Staatsförderung und Säkularisierung? Zu einem breiten Spannungsfeld, in: diesseits – Das humanistische Magazin, 10. Februar 2025, abgerufen am 11. Februar 2025.

### Radio
- (mit Molter, Hugo): Lebenskunde – Erziehung zur Toleranz. Beitrag für den Bayerischen Rundfunk (Bayern II) der Reihe „Freigeistige Betrachtungen“, ausgestrahlt am 12. September 1993.
- Deutschlandradio Kultur: Auf dem Sprung zur Mehrheit? Konfessionslose in Deutschland, Feature vom 12. Oktober 2013
- Deutschlandfunk: Seelsorge auch für Nichtchristen – Humanistische Soldatenbetreuung in der Kaserne, Bericht vom 25. Oktober 2013

Osuch im TV
- Lebenskundeunterricht der Freidenker in Berlin. Beitrag im Rahmen eines Fernsehberichtes über Unterricht in Lebenskunde an Schulen in Berlin-Neukölln in der Reihe „Journal Kirche“ des Senders Freies Berlin (SFB). Autor: Karl-Heinz Baer, ausgestrahlt am 12. Juni 1986.